# Antipalus sinuatus
Antipalus sinuatus là một loài ruồi trong họ Asilidae. Antipalus sinuatus được Loew miêu tả năm 1854. Loài này phân bố ở vùng Cổ Bắc giới.